# Croix de Victoria (Canada)
Pour les articles homonymes, voir Croix de Victoria (homonymie).
La croix de Victoria (Victoria Cross en anglais) est une décoration militaire canadienne créée en 1993 sur le modèle de la croix de Victoria britannique instituée en 1856, tant dans son rôle que dans son apparence, incluant quelques modifications mineures. Elle est, tout comme la croix de Victoria originelle, la plus haute distinction du système honorifique canadien. Elle est décernée par le monarque canadien ou son représentant, le gouverneur général du Canada, à un membre des Forces canadiennes ou d'une force alliée servant sous commandement militaire canadien, pour bravoure extraordinaire et dévouement face à l'ennemi. Bien que dans plusieurs pays du Commonwealth, la croix de Victoria ne puisse être décernée que pour des actes face à l'ennemi en temps de guerre, le gouvernement du Canada a une définition plus large du terme « ennemi » et la croix de Victoria canadienne peut être décernée pour des actes face à des mutins armés, des pirates et d'autres forces hostiles sans qu’une guerre soit officiellement déclarée. Les récipiendaires sont autorisés à porter les lettres « VC » à la suite de leur patronyme (tant en français qu'en anglais, les deux langues officielles du pays) et à recevoir une rente de 3 000 $. La croix de Victoria canadienne n'a pour l’instant jamais été remise depuis sa création.

## Origine
La croix de Victoria originale a été créée par décret royal publié le 29 janvier 1856 avec la signature royale manuscrite de la reine Victoria. Elle était destinée à reconnaître des actes de bravoure durant la guerre de Crimée (1853-1856), quel que soit le statut social d'un soldat, ou ses états de service. Au départ, la croix de Victoria n'était pas décernée aux troupes coloniales, jusqu'à ce que le major Charles Heaphy la reçoive pour ses actions sous commandement britannique en 1864. À partir de cette date, la croix de Victoria a été rendue accessible à « toutes les forces locales sous commandement impérial » (local forces under imperial command). La croix n'était également pas décernée à titre posthume, jusqu'à ce que la politique ait été inversée en 1902.
Jusqu'en 1972, 81 membres des forces armées canadiennes (en incluant ceux de Terre-Neuve avant que cette colonie ne rejoigne la confédération canadienne en 1949) et 13 Canadiens ayant servi dans des unités britanniques avaient reçu la croix de Victoria. Après cette date, cependant, le système canadien des distinctions honorifiques a été réorganisé, et la croix de Victoria a été éliminée de la liste officielle des distinctions honorifiques. Il s'est ensuivi un long débat sur l'opportunité ou non de rétablir la médaille. Le Premier ministre à l'époque, Pierre Trudeau, a régulièrement esquivé les questions sur la croix de Victoria en précisant que « seuls les Canadiens devraient recevoir des décorations canadiennes ».
Son successeur, Brian Mulroney, a mis en place en 1987 un comité chargé d'étudier la création d'une croix de Victoria canadienne dans le cadre d'une nouvelle série d'honneurs militaires. Bien que le comité n'ait pas recommandé la croix de Victoria - il avançait plutôt des noms tels que la croix du Canada et la croix de la Vaillance militaire,, - la création d'une Croix de Victoria australienne en 1991 ainsi que les pressions du quotidien The Globe and Mail et de groupes d'intérêt tels que la Ligue monarchiste du Canada et la Légion royale canadienne ont forcé l'amendement de la loi,. En 1991, un projet de loi d'initiative parlementaire a reçu le soutien de tous les partis à la Chambre des communes, après quoi la croix de Victoria ainsi que d'autres décorations de la vaillance militaire canadienne ont été a formellement demandé par Mulroney le 31 décembre 1992. La requête a été approuvée via l'émission de lettres patentes par la reine Élisabeth II le 2 février de l'année suivante, mettant ainsi fin à la dépendance du Canada sur le système des distinctions honorifiques britannique.

## Critères
La croix de Victoria est décernée pour reconnaître « des actes de bravoure ou d'abnégation insignes ou éminents ou le dévouement ultime au devoir, face à l’ennemi » à partir du 1er janvier 1993, pouvant être remis à titre posthume et, contrairement à son homologue britannique, pouvant être révoquée.
La distinction principale entre la croix de Victoria et la croix de la Vaillance est la référence spécifique à « l'ennemi », que le gouvernement canadien a défini comme une force hostile envers l'État, y compris les mutins armés, les rebelles, des émeutiers et les pirates. Cela signifie que le gouvernement canadien, la Reine-en-Conseil, n'a pas officiellement déclaré la guerre à un État étranger ou reconnu l'existence d'une force hostile qui correspondrait à la description officielle. Ainsi, un Canadien servant dans le cadre d'une opération de maintien de la paix est admissible pour recevoir la croix de Victoria s'il remplit les critères ci-dessus.
Dans le cas d'un acte de bravoure et audacieux ayant été effectué par un escadron, une compagnie navale ou d'un groupe détaché dans lequel toutes les personnes ont été jugées tout aussi braves et dignes de la croix de Victoria, un bulletin de vote doit être établi : les officiers et les sous-officiers sélectionnent chacun l'un des leurs et les soldats ou les marins en choisissent deux parmi eux.

## Attribution
Il n'y a que deux façons de recevoir la croix de Victoria. La première est sous la recommandation du Comité consultatif sur les décorations et sur les mentions élogieuses des Forces canadiennes (CCDMEFC) qui fait partie du ministère de la Défense nationale et est composé de six membres : un nommé par le gouverneur général et les autres choisis par le chef d'État-major de la Défense. La seconde est la présentation d'une candidature de la part d'un commandant, mais une autorisation doit être obtenue auprès du gouverneur général avant que la médaille ne soit remise.
Les récipiendaires sont en droit de recevoir une rente du gouvernement canadien. En effet, l'ordre sur les médailles canadiennes de bravoure promulgué en janvier 2005 prévoit que les membres des Forces canadiennes ou ceux qui se sont joints aux forces britanniques alors domiciliés au Canada ou à Terre-Neuve-et-Labrador avant le 31 mars 1949 peuvent, après avoir reçu la croix de Victoria, se voir accorder 3 000 $ annuellement. Dans le passé, les Canadiens qui ont reçu la croix de Victoria à titre posthume ont reçu des pierres tombales spéciales à leur lieu de sépulture dans les Commonwealth War Graves et dans d'autres cimetières.

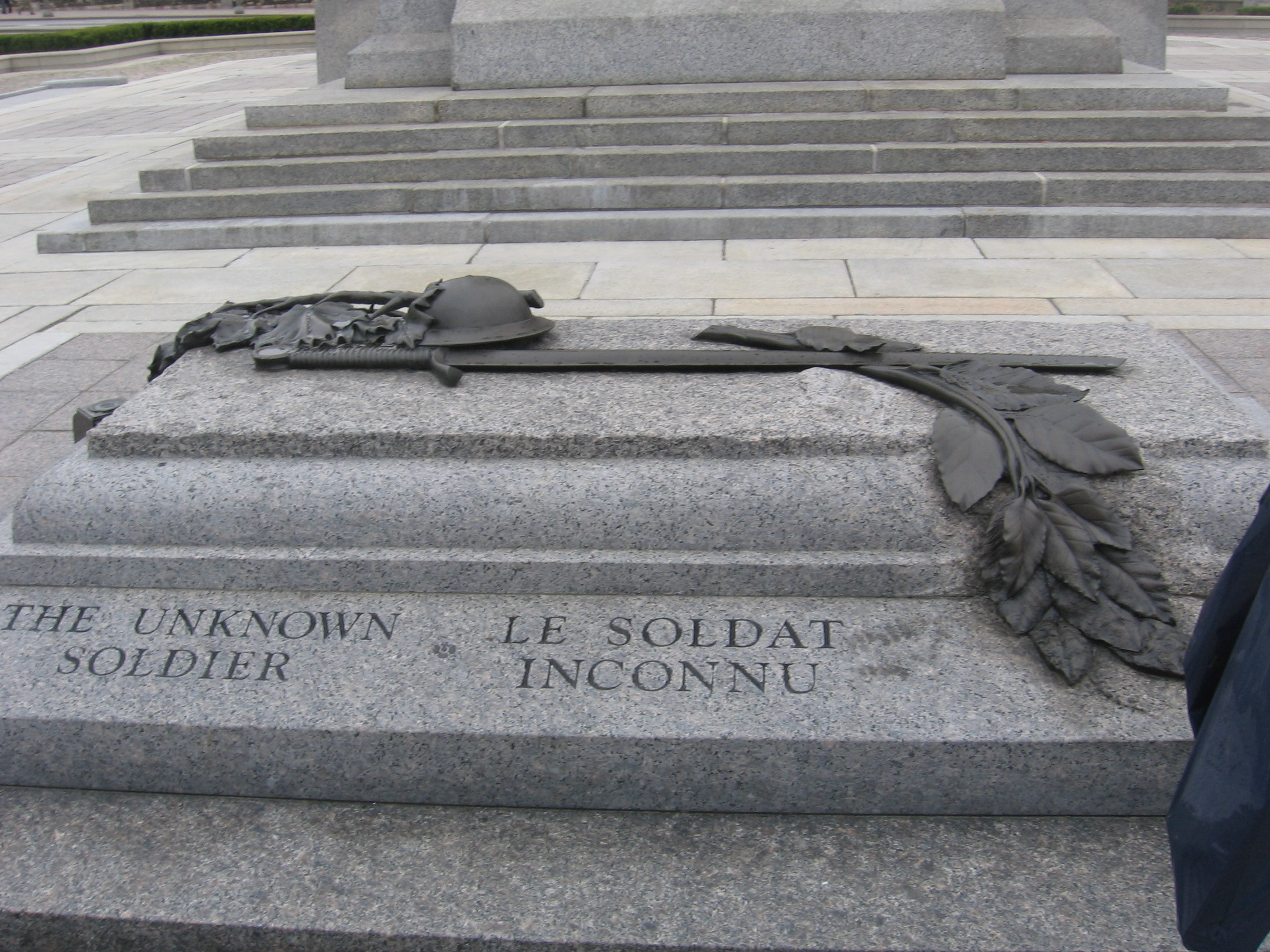
Tombe du Soldat inconnu

Jusqu'à aujourd'hui, aucun Canadien ne s'est vu attribuer la croix de Victoria. Smokey Smith, mort en 2005, est le dernier Canadien récipiendaire de la croix de Victoria britannique. Il la reçoit en 1945 par le roi George VI. Avant la cérémonie, il y a eu des spéculations que la reine Élisabeth II, à la cérémonie commémorative du Mémorial de Vimy au cours de laquelle elle a présidé le 7 avril 2007, donne une croix de Victoria à son premier ministre canadien de l'époque, Stephen Harper, en reconnaissance de la bravoure du soldat inconnu, en tant que représentant de toutes les victimes des Forces canadiennes. La proposition a été accueillie avec une réaction mitigée des membres de la Légion royale canadienne et des Forces canadiennes et des détracteurs ont senti que le Soldat inconnu ne devrait pas être élevé au-dessus de ses autres camarades tombés au combat et qu'il avait été convenu, au moment de son rapatriement, qu'aucune récompense ou décoration ne lui serait accordée. Aucune décision n'a été prise quant à l'attribution de la croix de Victoria canadienne au Soldat inconnu canadien.

## Description et port

La Couronne de saint Édouard

La conception de la médaille canadienne est tirée de celle de l'original britannique qui est la création d'Albert de Saxe-Cobourg-Gotha, l'époux de la reine Victoria. La croix de Victoria canadienne est ainsi une croix pattée avec des bras droits de 38 millimètres de travers dans chaque direction et sa partie extérieur est faite de bronze à l'alliage colorée, la face porte un lion couronné semblable à celui du cimier des armoiries du Canada se tenant debout sur la couronne de saint Édouard qui elle-même repose au-dessus d'un rouleau semi-circulaire. Sur le revers de la croix, il y a un cercle en relief pour la gravure de la date de l'acte de bravoure avec le nom, le grade et l'unité du récipiendaire. La médaille est suspendue à partir d'un lien formant la lettre V attaché à une barre de 38 mm de large ornée sur le devant avec des feuilles de laurier et au verso on y voit le nom, le grade et l'unité des récipiendaires de la médaille, tous deux dans le même métal que la médaille. Le ruban, également d'une largeur de 38 mm, est solide et de couleur cramoisi. Cathy Bursey-Sabourin, Héraut Fraser (en) de l'autorité héraldique du Canada, et Bruce W. Beatty apportent certaines modifications de la Croix de Victoria canadienne, la plus notable étant l'inclusion de la flore canadienne comme décoration et la modification de l'inscription sur le rouleau qui était de FOR VALOUR par la traduction en latin, PRO VALORE, de manière à s'adapter aux deux langues officielles du Canada. En 2008, le dirigeant de Citoyens et citoyennes pour une république canadienne, Tom Freda, s'est publiquement opposé à la décoration du nom et l'apparence, avec ce qu'il considérait comme son "symbolisme coloniale inacceptable", iconographie royale, et une forme offensante pour les musulmans et les juifs.